# Муонио
Муонио (фин. Muonio, северносаам. Muoná, до 1923 года — Муонионниска) — община в Финляндии, в провинции Лаппи.

## География
Площадь общины составляет 2038,15 км². Граничит с общинами: Энонтекиё (на севере), Киттиля (на востоке) и Колари (на юге), а также со шведской коммуной Паяла  в лене Норрботтен (на западе). Граница со Швецией проходит по реке Муониоэльвен, через которую здесь имеется мост. На территории Муоноо расположена часть национально парка Паллас-Юллястунтури.

## Демография
На 31 января 2011 года в общине Муонио проживали 2399 человек: 1214 мужчин и 1185 женщин. Население по данным на конец 2023 года составляет 2324 человек. Плотность населения составляет 1,24 чел/км². Официальный язык общины — финский.
Финский язык является родным для 96,17 % жителей; шведский — для 0,58 %. Прочие языки являются родными для 3,04 % жителей общины.
Возрастной состав населения:
- до 14 лет — 15,09 %
- от 15 до 64 лет — 64,86 %
- старше 65 лет — 20,13 %

| 1970 | 1975 | 1980 | 1985 | 1990 | 1995 | 1998 | 2000 | 2002 | 2004 | 2006 | 2008 | 2010 | 2011 | 2023 |
| ---- | ---- | ---- | ---- | ---- | ---- | ---- | ---- | ---- | ---- | ---- | ---- | ---- | ---- | ---- |
| 3002 | 2809 | 2812 | 2881 | 2846 | 2698 | 2584 | 2512 | 2460 | 2442 | 2403 | 2360 | 2373 | 2364 | 2324 |

## Политика
| Партия                | Результаты выборов 2008 | Места |
| --------------------- | ----------------------- | ----- |
| Финляндский центр     | 35,2 %                  | 8     |
| Левый союз            | 8,8 %                   | 1     |
| Национальная коалиция | 27,6 %                  | 6     |
| Социал-демократы      | 28,5 %                  | 6     |

#### Парламентские выборы
Результаты парламентских выборов 2011 года в Муонио:
- Финляндский центр: 27,5 %
- Национальная коалиция: 23,2 %
- Истинные финны: 16,4 %
- Социал-Демократы: 15,9 %
- Левый союз: 9,8 %
- Зелёный союз: 3,0 %
- Христианские демократы: 2,4 %
- Шведская народная партия: 1,5 %
- Другие партии: 0,3 %

## Галерея

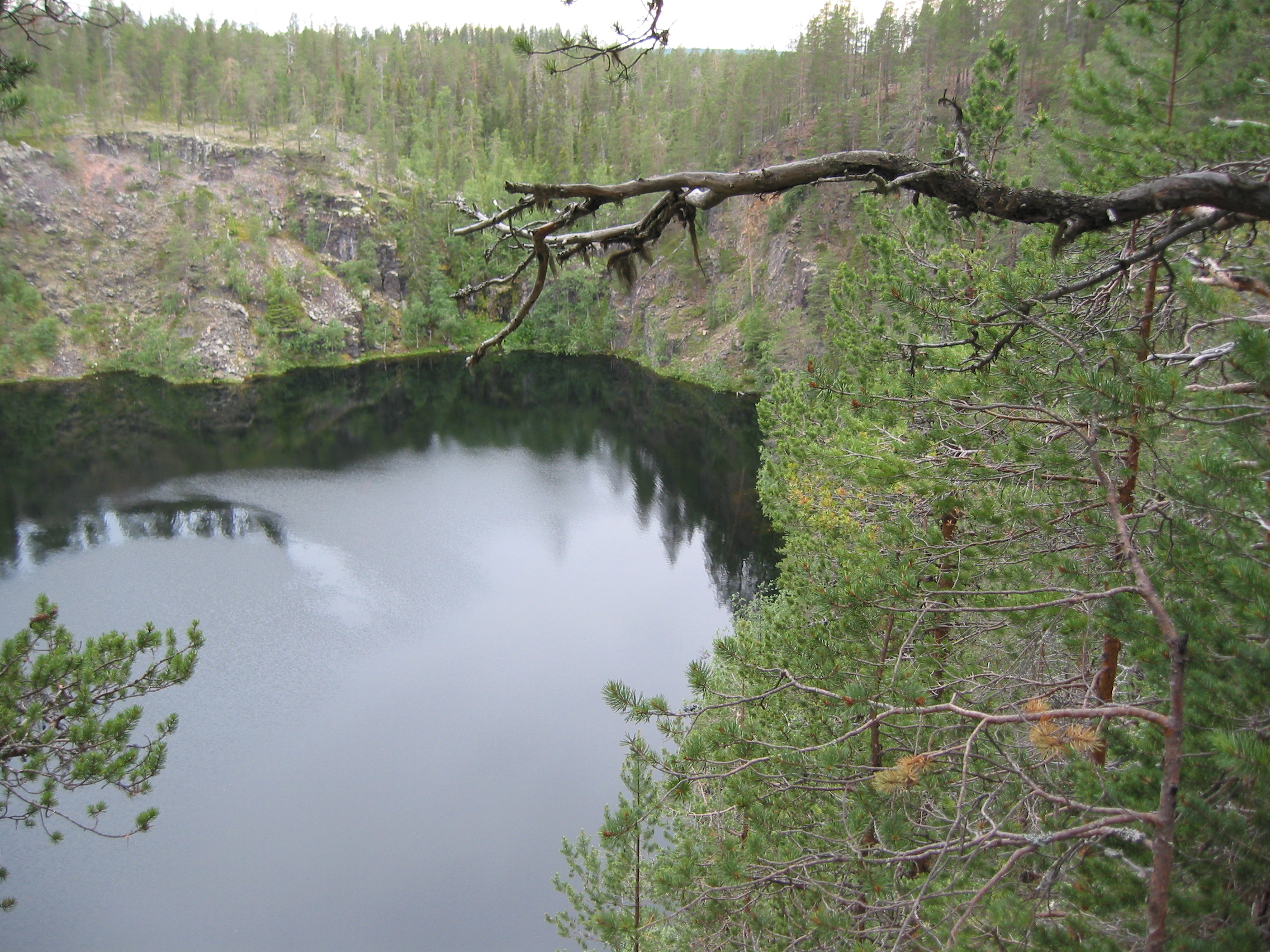
Озеро Пакасайво
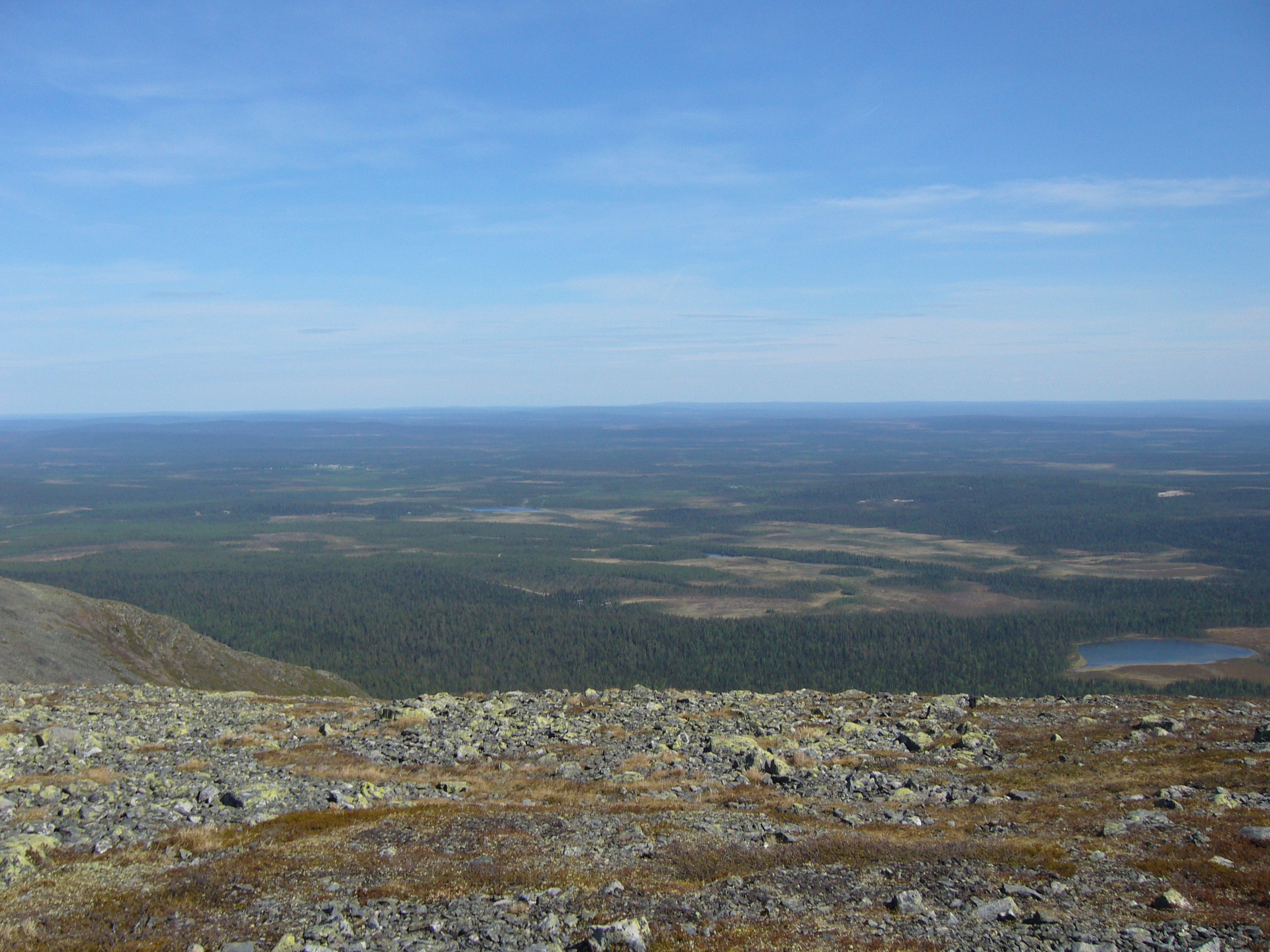
Национальный парк Паллас-Юллястунтури
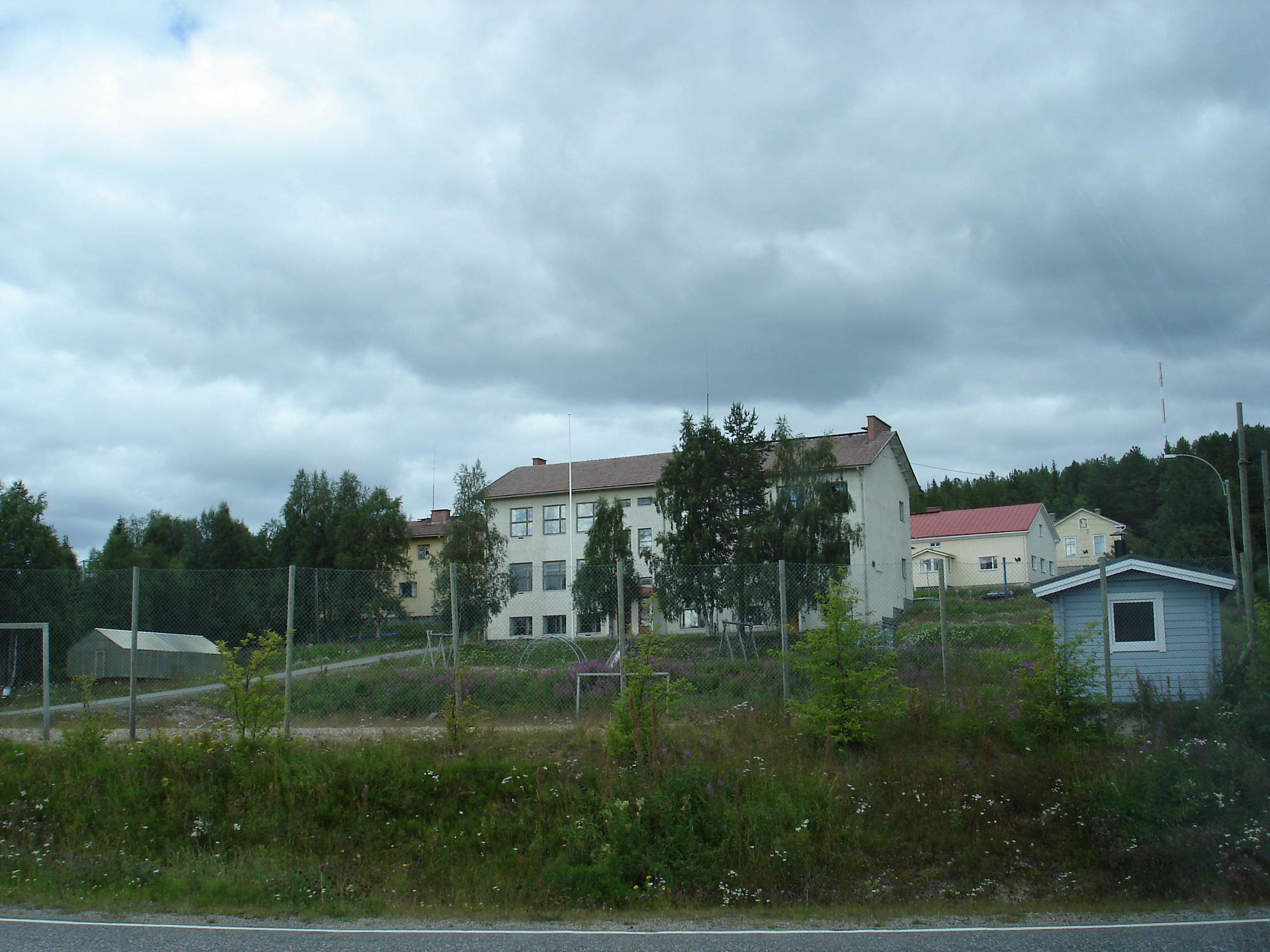
Школа в деревне Юлимуонио
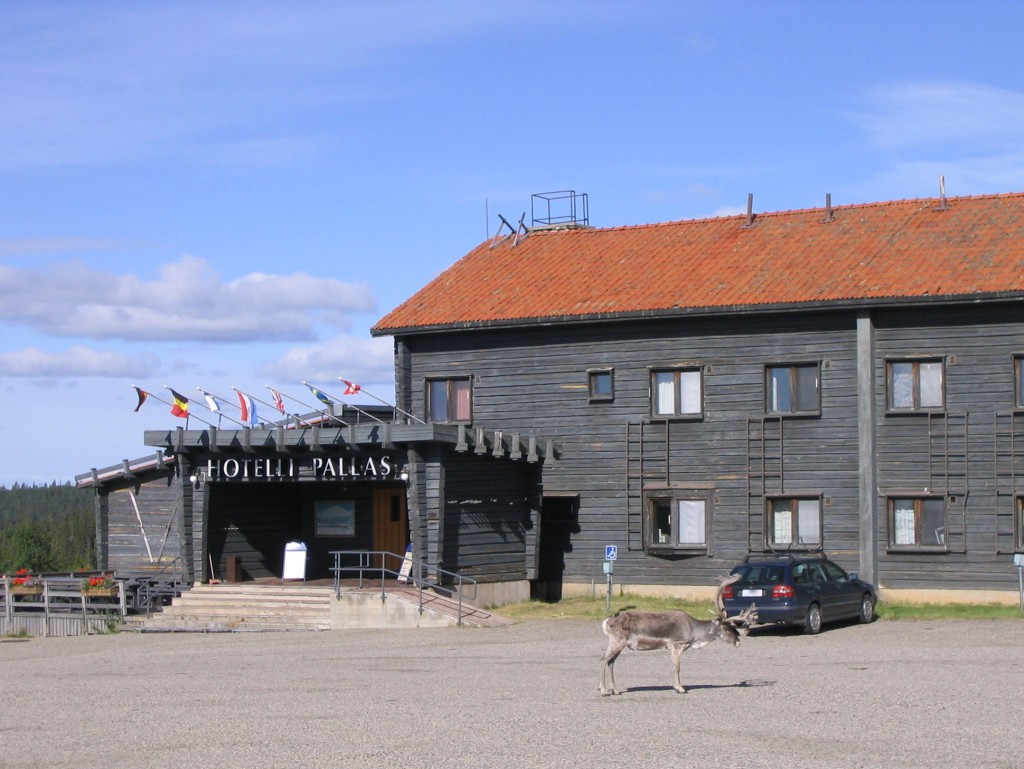
Hotel Pallas

## Города-побратимы
- Полярные Зори, Россия[9]